# Kebanaran
Kebanaran este un sat din Indonezia. Are o populație de 4.549 locuitori.